# Volksbuurt

Het Rode Dorp in Deventer

Een volksbuurt is van oudsher een buurt waar het 'gewone volk' woonde, meestal een arbeidersbevolking veelal bestaand uit dagloners, dit in tegenstelling tot een middenstandsbuurt of een buurt voor de welgestelde klasse. In tegenstelling tot andere, 'betere' buurten in een stad, bestond de bebouwing van een 'volksbuurt' uit eenvoudige, vaak in slechte staat verkerende, kleine woningen.
Bekende voorbeelden van klassieke volksbuurten zijn in Amsterdam: de Jordaan, de Oostelijke Eilanden en de oude Jodenbuurt, in Den Haag de Schilderswijk en het Zeeheldenkwartier, in Rotterdam Katendrecht, in Utrecht Ondiep, Sterrenwijk en Wijk C, in Nijmegen Wolfskuil, in Arnhem Klarendal en Geitenkamp, in Maastricht het Stokstraatkwartier. In ander Europese steden Paris: Montmartre, Brussel: de Marollen, Londen: Soho, Rome: Trastevere.
De volksbuurtcultuur kwam tot uiting in onder meer een eigen muziekgenre, waarvan zangers zoals Johnny Jordaan, Tante Leen voor de Jordaan en André Hazes en tegenwoordig Jan Smit, Marianne Weber en Frans Bauer bekende vertegenwoordigers zijn.
Veel arbeiderswijken uit de eerste decennia van de twintigste eeuw, maar ook sommige naoorlogse wijken hebben zich ontwikkeld tot nieuwe volksbuurten. Ze worden vanwege de voorkomende sociaal-economische problematiek ook wel als achterstandswijken betiteld.
Kenmerkend voor veel volksbuurten is dat jonge bewoners graag in de wijk blijven wonen, ook als ze trouwen en kinderen krijgen. Veel volksbuurtbewoners zijn echter in de loop der jaren min of meer noodgedwongen naar groeikernen en Vinex-locaties verhuisd.

## Amsterdam
Al in het begin van de twintigste eeuw werden voor diverse verpauperde volksbuurten saneringsplannen gemaakt. Zo werden in de jaren twintig en dertig al delen van de Amsterdamse Jodenbuurt (Uilenburg en Valkenburg) gesloopt. Als gevolg van de crisisjaren en oorlogsjaren (jaren dertig en veertig) vertraagde dit proces en verdere verpaupering volgde. Sommige buurten werden in de laatste decennia van de twintigste eeuw grotendeels gesloopt en door nieuwbouw van een geheel ander karakter vervangen, zoals de Amsterdamse Jodenbuurt en de wijken Kattenburg, Wittenburg en Oostenburg. Van de Jordaan bleef, na veel verzet, de stedenbouwkundige structuur grotendeels bewaard, maar ook deze wijk verloor als gevolg van opwaardering voor een belangrijk deel zijn volkse karakter.